# Сайф ад-Дин Бохарзи
Сайф ад-Дин Бохарзи, (настоящее имя Абу-ль-Мали Саид бен-аль–Мутаххир) (1190-1261) в народе - “шейх аль-алям”(шейх мира), известный на мусульманском Востоке суфийский шейх, поэт-мистик и богослов родился  в хорасанской области Бохарз. По данным Хамидаллаха Казвини, он учился в Герате и Нишапуре, где получил обычное в то время религиозно-юридическое образование и вскоре сделался суфием. По некоторым сведениям Сайф ад-Дин Бохарзи совершил паломничество в Мекку и Медину, изучал шедевр мусульманского законодательства « аль-Хидая».

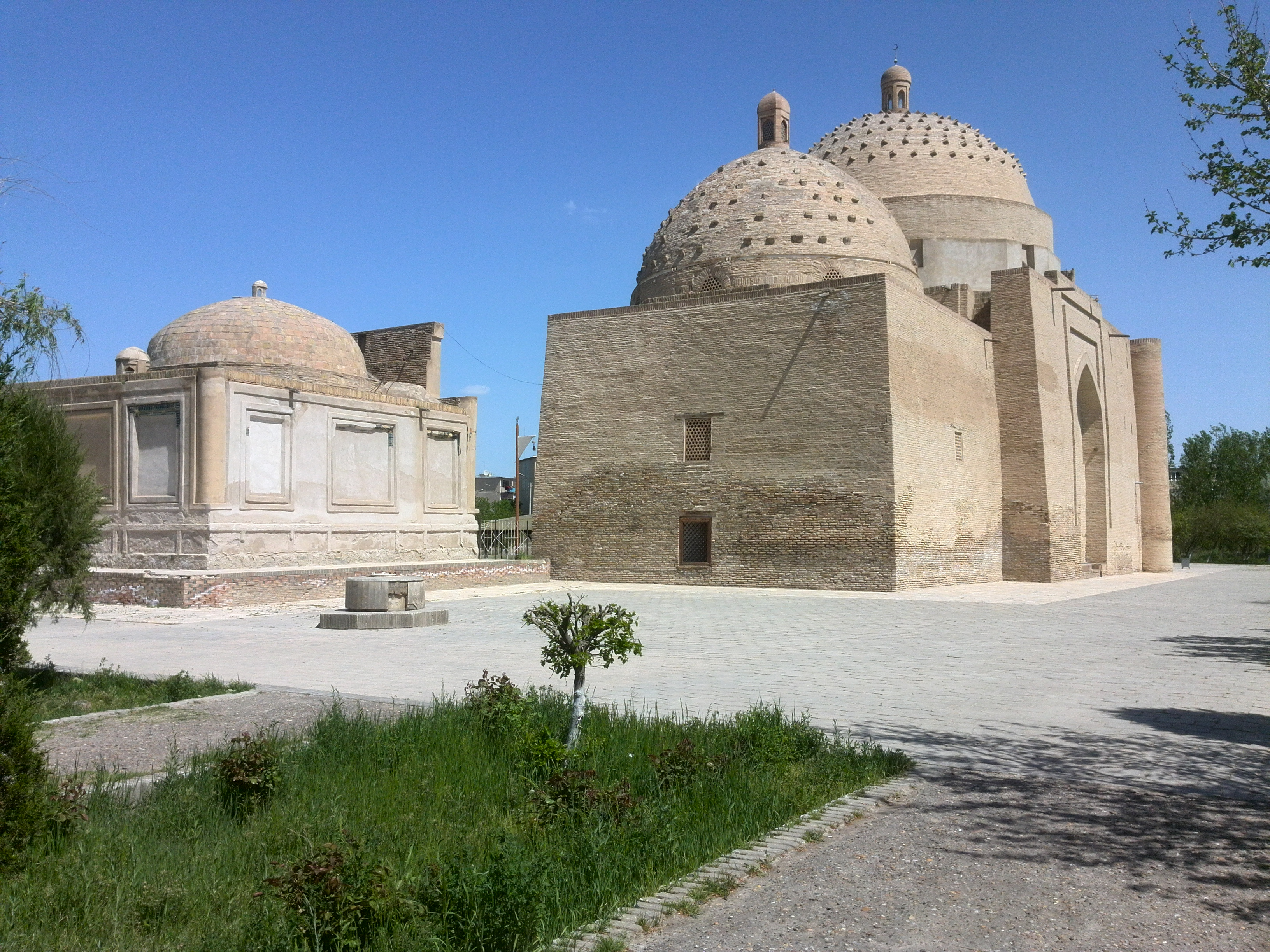
Мавзолей Сайф ад-Дина Бохарзи

Переехав в Хорезм, он был принят в число немногих мюридов (учеников) популярного шейха Наджм ад-дин Кубра (1145 – 1221) – основателя суфийского братства (тарикат) Кубравийа в Средней Азии, погибшего при завоевании Хорезма монголами в 1221 г.
Суфийское братство Кубравийа представляло среднеазиатскую школу мистицизма, являлось традиционно суннитским и возводило цепь духовной преемственности (санад) к Абу Бакру, либо к Али ибн Аби Талибу.
О характере суфийского подвижничества Сайф ад- Дина Бохарзи сообщают разные источники. В частности, поэт XV в. Абдуррахман Джами утверждает, что Сайф ад-Дин Бохарзи был послан своим наставником Наджм ад-Дином Кубра в Бухару, где шейх прожил около 40 лет.
В Бухаре шейх занимал видное положение, пользовался популярностью среди населения и большим влиянием у монгольских правителей, был мударрисом и мутаввали (распорядителем вакуфных средств) одной из крупных духовных школ – мадрасе Ханийе, разрушенного в 1273–1276 гг. при очередном погроме Бухары во время междоусобной войны среди чингизидов.
Сайф ад-Дин Бохарзи активно реагировал на все события, связанные с монгольским нашествием. Известно, что в эти трудные времена суфии усерднее других побуждали народ к отчаянному сопротивлению. Сайф ад- Дин Бохарзи наблюдал весь мучительный процесс монгольского завоевания, видел жестокость, духовное падение местного населения и призывал народ к возрождению истинных ценностей.
Под влиянием Сайф ад- Дина Бохарзи отдельные монголы	начали принимать ислам, покровительствовали строительству мечетей и медресе. Правители, принявшие ислам, считали честью получить благословение шейха Сайф ад-Дина Бохарзи. Золотоордынский хан Берке  специально прибыл в Бухару с низовьев Волги, чтобы принять ислам из рук великого шейха.
Рукн-ад-дин-Байбарс, автор многотомного сочинения «Тарих Байбарса» («Летопись Байбарса») подробно описал, при каких обстоятельствах Берке стал мусульманином.
```
«Воссел на престол страны Берке. Он принял ислам, был благочестив, установил маяки религии, распространил законы мусульман… Принялся за строительство мечетей и медресе в разных концах своей страны. Причина принятия им ислама была в том, что аш-шайх Наджм ад-дин Кубра…распределил своих муридов по великим городам. Отправил… Сайф ад-дин Бохарзи — в Бухару»
[
3
]
.
```

Под влиянием авторитетного шейха Бохарзи некоторые монголы также стали принимать ислам. Прослышал о Сайф ад-дин Бохарзи и Берке. В знак своего уважения он прислал ему в дар пайцзу — табличку, представлявшую из себя аналог жалованной грамоты. Реакция шейха была своеобразной.
```
«Когда она (пайзца) дошла до него, то он спросил у гонца: «Что это такое?». Гонец ответил: «Это сделает руку шейха всеохватной в климатах и защитит каждого, кто будет вместе с ним». И он сказал ему: «Прикрепи её к ослу и отправь его в степь. Если она защитит его от мух, то я приму её; а если она не сможет защитить осла, тогда, возможно, от нее для меня не будет никакого толка». Так он отказался принять ее. Гонец вернулся и известил Берке о том, что сказал шейх. Тогда Берке сказал: «Я сам лично направлюсь к нему!» И он направился к нему, прибыл в Бухару и прождал у двери шейха три дня. Шейх не разрешал ему войти к нему до тех пор, пока один из его послушников (мурид) не заговорил с ним, сказав: «Это великий правитель, и он прибыл из далекой страны, чтобы просить благословения от шейха и поговорить с ним. И нет вреда вреда в том, чтобы дать ему разрешение (войти). И он вошел к нему…принял ислам из его рук и вернулся от него в свою страну»
[
4
]
.
```

Сайф ад –Дин Бохарзи был автором нескольких классических трудов, которые писал на арабском и персидском языках. До нашего времени дошли «Шарх», «аль-Асма аль-Хусна», «Рисaля дар ишк» (трактат о мистической любви), «Рубaйат», «Вокеаи хильват» (происшествия в дни уединения), «Васиятнома (завещание)» , «Рузнома».
Сайф ад-Дин Бохарзи был главой ханаки (халифа) Фатхабад, управлял ханакой и прожил в ней около 40 лет. После смерти в 1261 г. шейх был похоронен в специально выстроенной на территории ханаки гробнице, которая явилась идеологическим центром, духовной основой суфийского братства в Фатхабаде, главной бухарской святыней, почитавшейся на протяжении многих веков. Рядом с почитаемым захоронением в 1358 году был возведен мавзолей Буян-Кули-хана, а в конце XIV века — Мавзолей Сайф ад-Дина, построенный на месте древней усыпальницы.